# 烏爾克河畔克魯伊
烏爾克河畔克魯伊（法語：Crouy-sur-Ourcq，法語發音：[kʁui syʁ uʁk] ⓘ）是法国塞纳-马恩省的一个市镇，属于莫城区。

## 地理
乌尔克河畔克鲁伊（49°5'24"N, 3°4'28"E）面积19.42 平方千米，位于法国法蘭西島大區塞纳-马恩省，该省份为法国北部内陆省份，北起瓦兹省，西接埃松省、马恩河谷省、塞纳-圣但尼省和瓦兹河谷省，南至卢瓦雷省，东南接约讷省，东临马恩省和奥布省，东北接埃纳省。
与乌尔克河畔克鲁伊接壤的市镇（或旧市镇、城区）包括：蒙蒂尼拉列、奥凯尔、讷夫谢勒、瓦兰夫鲁瓦、瓦卢瓦地区库隆、米尔蒂安地区迈。
乌尔克河畔克鲁伊的时区为UTC+01:00、UTC+02:00（夏令时）。

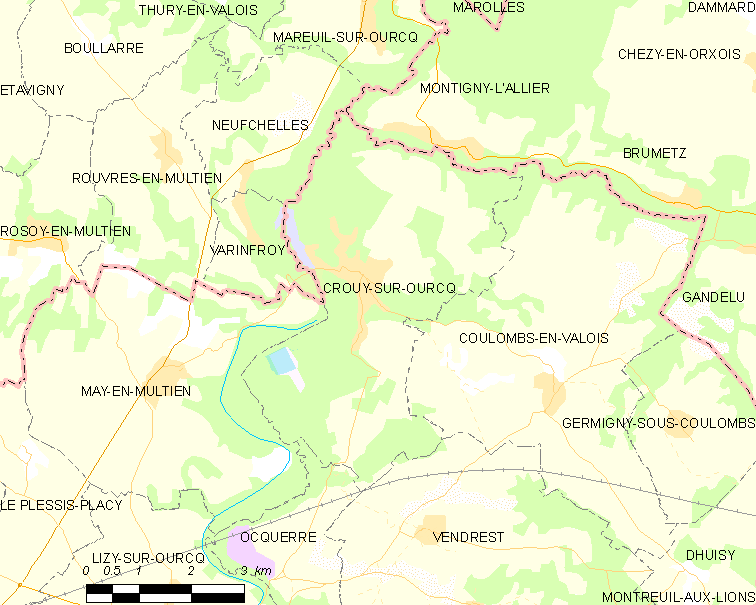
乌尔克河畔克鲁伊的OSM定位图

## 行政
乌尔克河畔克鲁伊的邮政编码为77840，INSEE市镇编码为77148。

## 政治
乌尔克河畔克鲁伊所属的省级选区为拉费泰苏茹阿尔县。

## 人口

1962-2008年间乌尔克河畔克鲁伊人口变化图示

乌尔克河畔克鲁伊于2022年1月1日时的人口数量为1806人。